# Präsidentschaftswahl in der Republik Zypern 2023
Die Präsidentschaftswahl in der Republik Zypern 2023 fand am 5. Februar (erster Wahlgang) und am 12. Februar (Stichwahl) statt.

## Ergebnis
| Kandidaten                                         | Parteien                                | 1. Wahlgang | 1. Wahlgang | 2. Wahlgang | 2. Wahlgang |
| Kandidaten                                         | Parteien                                | Stimmen     | %           | Stimmen     | %           |
| -------------------------------------------------- | --------------------------------------- | ----------- | ----------- | ----------- | ----------- |
| Nikos Christodoulidis                              | Parteilos (DIKO – EDEK – DIPA – KA)     | 127.309     | 32,0        | 204.867     | 52,0        |
| Andreas Mavroyiannis                               | Parteilos (AKEL – AG)                   | 117.551     | 29,6        | 189.335     | 48,0        |
| Averof Neophytou                                   | Dimokratikos Synagermos                 | 103.748     | 26,1        |             |             |
| Christos Christou                                  | Ethniko Laiko Metopo                    | 23.988      | 6,0         |             |             |
| Achilleas Demetriades                              | Parteilos                               | 8.137       | 2,0         |             |             |
| Constantinos Christofides                          | Neo Kyma                                | 6.326       | 1,6         |             |             |
| Georgios Colocassides                              | Parteilos                               | 5.287       | 1,3         |             |             |
| Alexios Savvides                                   | Parteilos                               | 2.395       | 0,6         |             |             |
| Charalampos Aristotelous                           | Parteilos                               | 866         | 0,2         |             |             |
| Celestina de Petro                                 | Parteilos                               | 575         | 0,1         |             |             |
| Andronicos Zervides                                | Parteilos                               | 341         | 0,1         |             |             |
| Ioulia Khovrina Komninou                           | Enoméno Repoumplikanikó Kómma Kýprou    | 330         | 0,1         |             |             |
| Andreas Efstratiou                                 | Parteilos                               | 299         | 0,1         |             |             |
| Loukas Stavrou                                     | Ethnikistikí Koinotistikí Anasynkrótisi | 165         | 0,0         |             |             |
| Gesamt                                             | Gesamt                                  | 397.317     | 100         | 394.202     | 100         |
|                                                    |                                         |             |             |             |             |
| Ungültige Stimmen                                  | Ungültige Stimmen                       | 7.004       | 1,7         | 12.414      | 3,1         |
| Wähler                                             | Wähler                                  | 404.321     | 72,0        | 406.616     | 72,4        |
| Wahlberechtigte                                    | Wahlberechtigte                         | 561.273     |             | 561.273     |             |
|                                                    |                                         |             |             |             |             |
| Quellen: Wahlkommission, 1. Wahlgang – 2. Wahlgang |                                         |             |             |             |             |